# Хоу Цзе
Хоу Цзе (кит. 侯捷, 15 января 1931, Луаньсянь, Хэбэй — 3 января 2000, Пекин) — китайский государственный и политический деятель.
Министр строительства КНР с 1991 по 1998 гг., губернатор провинции Хэйлунцзян с 1985 по 1988 гг.
Член Центрального комитета Компартии Китая 12, 13 и 14-го созывов.

## Биография
Родился 15 января 1931 года в уезде Луаньсянь, провинция Хэбэй.
С марта 1946 года участвовал в революционной работе. В декабре 1948 году вступил в Коммунистическую партию Китая.
Последовательно занимал должности заместителя начальника, начальника финансового отдела администрации уезда Суйлин, заместителя директора управления водного хозяйства бассейна реки Сунгари, заместителя главы администрации Суйхуа и заместителя секретаря парткома КПК Суйхуа.
В июне 1976 года переведён на должность заместителя начальника сельскохозяйственного управления администрации провинции Хэйлунцзян. С 1977 года — член Постоянного комитета парткома КПК провинции, в 1985 году утверждён в должностях губернатора Хэйлунцзяна и заместителя секретаря парткома КПК провинции.
В 1998 году направлен в Пекин на пост заместителя министра водного хозяйства КНР. В 1991 году назначен на должность министра строительства КНР и занимал её до 1998 года.
В марте 1998 года — член Постоянного комитета Народного политического консультативного совета Китая 9-го созыва и председатель Комитета НПКСК по народонаселению, ресурсам и окружающей среде.
Скончался 3 января 2000 года в Пекине в возрасте 70 лет.